# Gegants nous de la Llacuna
Els Gegants nous de la Llacuna són una parella de gegants que formen part del folklore de la Llacuna (Anoia). De nom Andreu d'Ancosa i Maria de Vilademàger, representen dos bombers. Pertanyen als Geganters i Grallers de la Llacuna.
Van ser construïts l'any 2014 per Toni Mujal i prenen el nom dels seus antecessors Andreu i Maria, patrons de la població, però se'ls hi afegeix el cognom Ancosa i Vilademàger que són dos dels indrets més importants de La Llacuna. L'Andreu mesura 3,67 m i la Maria 3,43 m.
La colla Geganters i Grallers de la Llacuna organitza anualment, des del 1994, la Trobada de Gegants i Cap Grossos de La Llacuna, on conviden colles geganteres de diferents municipis catalans i de fora de Catalunya.